# HD 86065
HD 86065 — одиночная звезда в созвездии Гидры на расстоянии приблизительно 132 световых лет (около 40,5 парсек) от Солнца. Визуальная звёздная величина звезды — +9,34m. Возраст звезды определён как около 8,818 млрд лет.
Вокруг звезды обращается, как минимум, одна планета.

## Характеристики
HD 86065 — оранжевый карлик спектрального класса K1-2V, или K2, или K2,5V, или K3. Масса — около 0,745 солнечной, радиус — около 0,774 солнечного, светимость — около 0,317 солнечной. Эффективная температура — около 4948 K.

## Планетная система
В 2022 году группой астрономов было объявлено об открытии планеты HD 86065 b.
В 2019 году учёными, анализирующими данные проектов HIPPARCOS и Gaia, у звезды обнаружена планета HIP 48680 c.